# Sōjōbō

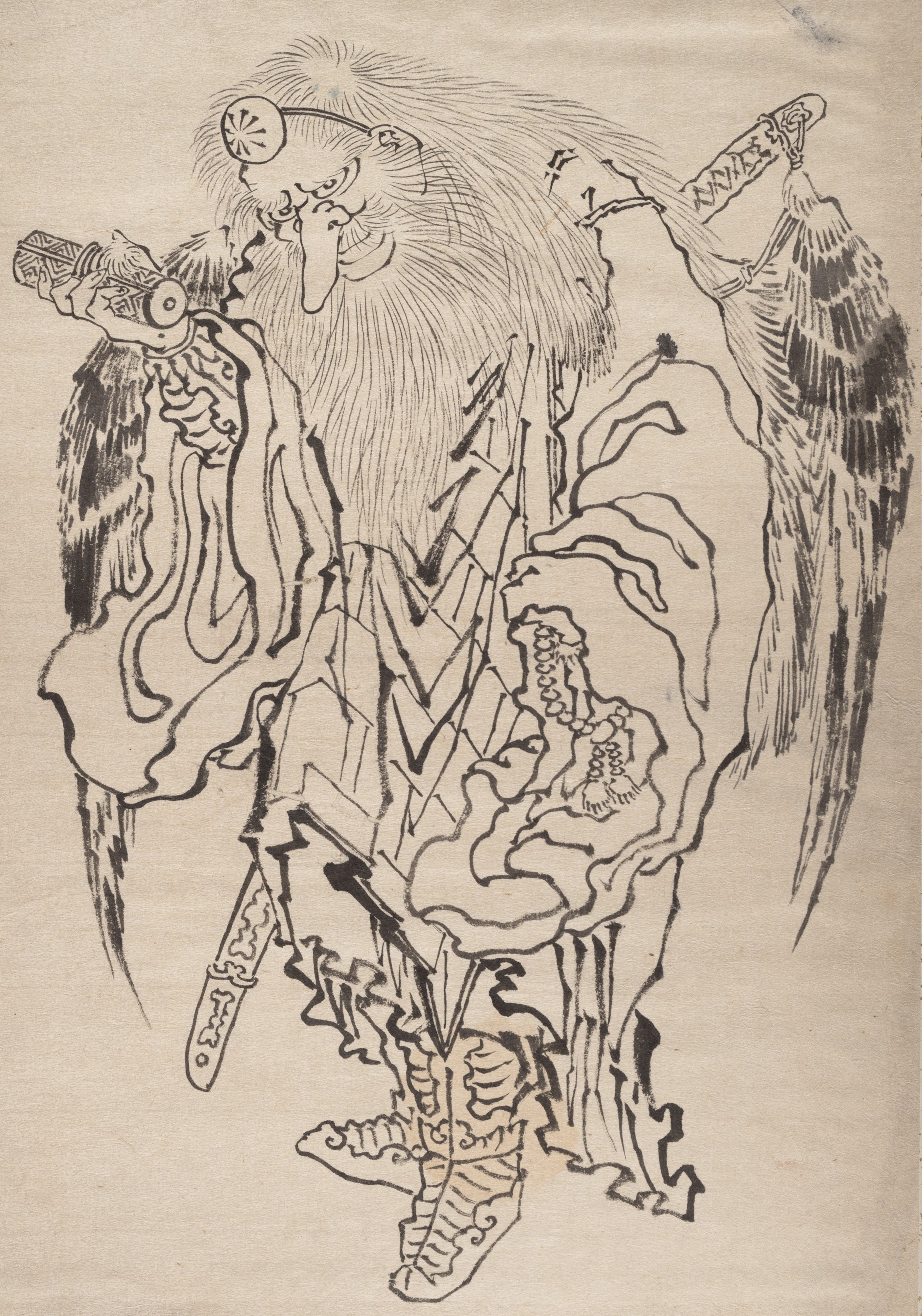
Sōjōbō, dargestellt von Katsushika Hokusai.

Sōjōbō (僧正坊; „Einsiedlerischer Hohepriester“) ist der Name eines mystischen Königs der japanischen Folklore. Er ist ein Kami (神; „Gott“, „Gottheit“, „Göttlicher Geist“) und der Herrscher über das Volk der Tengu (天狗; „Himmelshunde“). Es heißt, er residiere auf dem Gipfel des Berges Kurama-yama (鞍馬山) in der Präfektur Kyōto. Sōjōbō soll den legendären Samurai Minamoto no Yoshitsune in besonderen Schwertkünsten unterrichtet haben.

## Beschreibung
Sōjōbō wird durchweg als hochgewachsener, eher zierlicher, aber doch muskulöser alter Mann mit wallendem, weißen Haar und üppigem, weißem Vollbart dargestellt. Stirn und vorderer Bereich des Kopfes sind allerdings kahl. Auffallend sind seine überlange Nase und seine stechend gelben Augen. Sōjōbō kleidet sich in eine prachtvoll bestickte Kariginu (狩衣; wörtl. „Jagdrobe“) mit Eri (襟) über einem nicht minder prächtigen Furisode mit weit herabhängenden Ärmeln. Seine Unterbekleidung besteht aus einem Hakama-Hosenrock (袴). Die Farbe der Kleidung kann von Darstellung zu Darstellung variieren. Meistens sind Kariginu und Furisode scharlachrot und der Hakama blau. Oder die gesamte Ausstaffierung ist goldfarben oder weiß. Als Kopfbedeckung trägt er einen sogenannten Tate-eboshi (立烏帽子), einen kleinen, dosenförmigen Hut. Als Schuhwerk dienen ihm schwarz lackierte Schuhe, die Asagutsu (浅沓) genannt werden. Oder er läuft barfuß umher. Sōjōbō wird entweder sitzend oder stehend gezeigt, einige wenige Abbildungen lassen ihn auf einem göttlichen weißen Eber (Inoshijin) reiten.
Zu den gängigen Attributen, mit denen Sōjōbō gezeigt wird, gehört unter anderem ein göttlicher Uchiwa (団扇) aus sieben goldenen Federn. Mit diesem Fächer kann Sōjōbō der Sage nach Stürme wie den Tengu-tsubute (天狗礫; „Himmelshund-Hagel“) beschwören oder seine Untergebenen auch ohne Flügel fliegen lassen. Er führt auch als Zeichen seiner Würde und seines Ranges ein langes Katana (刀) mit sich. Des Weiteren wird Sōjōbō mit einem oder mehreren buddhistischen Rosenkränzen aus Gebetsperlen, den Magatama (勾玉), gezeigt.

## Legende
Minamoto no Yoshitsune soll Sōjōbō im Sōjōgatani (僧正谷; „Tal der Hohepriester“) am Fuße des Kurama-yama begegnet sein, nachdem Yoshitsunes Vater im Krieg gegen den Taira-Clan gefallen und Yoshitsune in einem Kloster-Tempel untergebracht worden war. Sōjōbō lehrte den jungen Samurai vorgeblich geheime Angriffs- und Verteidigungstechniken im Umgang mit Schwert, Schlagstock und Pfeil und Bogen. Yoshitsukes Kampfkünste sollen so außergewöhnlich gewesen sein, dass sie viele Anekdoten aus dem Werk Heike Monogatari (平家物語, „Erzählungen von den Heike“) inspiriert hätten, welches der Mönch Akashi Kakuichi 1371 als Abschrift bewahrte.

## Hintergrund
Das japanische Wort Sōjō (僧正) bedeutet „Hohepriester“ und nimmt vorrangig Bezug auf hochrangige Priester des Buddhismus. Das Wort Bō (坊) meint eigentlich „Mönch“, wird aber auch für die einsiedlerisch lebenden Yamabushi-Schamanen des Shugendō verwendet.
Der Berg Kurama-yama ist ein national anerkanntes Heiligtum, an dessen Gipfel sich der Tempel Kurama-dera (鞍馬寺) befindet. Der Sage nach residiert hier der Kami von Sōjōbō. Sōjōbō wird von vielen japanischen Ukiyo-e-Künstlern auf Holzdrucken und in Zeichnungen festgehalten. Besonders bekannt sind die Werke von Tsukioka Yoshitoshi, Utagawa Hiroshige, Kawanabe Kyōsai, Utagawa Kuniyoshi, Utagawa Kunisada, und Keisai Eisen.
Als Tengu (天狗) bezeichnet die japanische Folklore kobold-ähnliche Yōkai (妖怪; „Dämonen“), die in verschiedenen Bergregionen hausen und Menschen überfallen sollen. Sie werden in drei Gruppen unterteilt: die Hanadaka-Tengu (鼻高天狗; „Langnasen-Himmelshunde“), die Konoha-Tengu (木葉天狗; „Krähen-Himmelshunde“) und die Kurama-Tengu (鞍馬天狗; „Kurama-Himmelshunde“). Sōjōbō gehört zur Gruppe der Kurama-Tengu, die zu sogenannten Dai-Tengu (大天狗; „Himmelshund-Herrscher“) aufsteigen können. Dann herrschen sie über gewaltige Armeen verschiedener Tengu. Sōjōbō ist demnach ein solcher Dai-Tengu. Das Aussehen der Tengu wurde sehr wahrscheinlich von Fledermäusen und Flughunden inspiriert und geht auf chinesisch-hinduistische Monster wie den Garuda zurück.
Der Samurai und Feldherr Minamoto no Yoshitsune (1159–1189) lebte wirklich und war maßgeblich am Genpei-Krieg während der späten Heian-Zeit und frühen Kamakura-Zeit im 12. Jahrhundert beteiligt. Als Jugendlicher hatte er viele Jahre im Kurama-dera-Tempel gelebt und war dort in der Tat in verschiedenen Kampfkünsten unterrichtet worden. Dies erklärt den Ursprung um die Legende, er sei von Sōjōbō persönlich unterwiesen worden. Minamoto no Yoshitsune beging im Jahr 1189 Selbstmord, nachdem er zu Unrecht von Tennō Go-Toba verbannt und ein Kopfgeld auf ihn ausgesetzt worden war.